# Слобода-Полуево
Слобода-Полуево — деревня в Починковском районе Смоленской области России. Входит в состав Васьковского сельского поселения. Население — 46 жителей (2013 год).
Расположена в центральной части области в 21 км к юго-востоку от Починка, в 1 км восточнее автодороги А141 Орёл — Витебск, на берегу реки Стометь. В 5 км южнее деревни расположена железнодорожная станция Стодолище на линии Смоленск — Рославль. На карте РККА 1941 г. — название Лещина Слобода.

## История
В конце 19 в. была построена кирпичная церковь Воскресения Господня в русском стиле.
В годы Великой Отечественной войны деревня была оккупирована гитлеровскими войсками в июле 1941 года, освобождена в сентябре 1943 года.